# Cargo 360
Cargo 360 war eine amerikanische Frachtfluggesellschaft mit Sitz in Seattle.

## Geschichte
Cargo 360 wurde 2006 gegründet und  2008 mit Southern Air fusioniert.

## Flotte
Zum Zeitpunkt der Fusion bestand die Flotte der Cargo 360 aus drei Boeing 747.